# تاوان (مجموعه تلویزیونی ۱۳۸۹)
تاوان نام مجموعه تلویزیونی به کارگردانی شهرام شاه‌حسینی است که برای پخش در شبکهٔ ۳ تولید شده‌است. این مجموعه به تهیه‌کنندگی مجید مولایی در ۲۰ قسمت ۴۵ دقیقه‌ای تولید و پخش شده‌است. پژمان بازغی و رضا رویگری از بازیگران این مجموعه هستند.

## داستان
جوان شهرستانی به نام پویان مشتاق(پژمان بازغی) پس از دریافت مدرک فوق لیسانس مدیریت در شرکتی به مدیریت مرجان امینی (مینا لاکانی) استخدام می‌شود. مرجان که مدتی است از همسرش(رضا رویگری) جدا شده پسری به نام هومن دارد که از وضعیت روحی مناسبی برخوردار نیست. پویان به مرجان پیشنهاد ازدواج می‌دهد.